# Campeonato Mundial de Skate Cross
El Campeonato Mundial de Skate Cross es la mayor competencia mundial referente al skate cross sancionada por World Skate. Está organizada por World Skate, entidad que regula deportes sobre patines de rueda, quien a su vez está avalada por el COI, por lo que el deporte está considerado como potencial ingreso a los Juegos Olímpicos. Si bien el deporte cuenta con mayor antigüedad, World Skate empezó a sancionar el campeonato del mundo en 2022 como parte de los Juegos Mundial de Patinaje 2022. En 2023 se realizó el por primera vez como un evento único, por fuera de los Juegos Mundiales. .

## Ediciones
| Año  | Lugar               |
| ---- | ------------------- |
| 2022 | San Juan, Argentina |
| 2023 | Shanghai, China     |
| 2024 | Roma, Italia        |

## Medallistas

### Masculino

#### Individual
| Evento | Oro                         | Plata                    | Bronce                          |
| ------ | --------------------------- | ------------------------ | ------------------------------- |
| 2022   | Florian Petitcollin Francia | Jules Favre Francia      | Oscar Briex Francia             |
| 2023   | Florian Petitcollin Francia | Luca Borromeo · Italia · | Dame Fall Senegal               |
| 2024   | Luca Borromeo · Italia ·    | Joris Rabillard Francia  | Abner Alonso Serrano · México · |

#### Equipos
| Evento | Oro                                                      | Plata                                                          | Bronce                                                            |
| ------ | -------------------------------------------------------- | -------------------------------------------------------------- | ----------------------------------------------------------------- |
| 2022   | Florian Petitcollin / Jules Favre Francia                | Matteo Pallazzi / Luca Borromeo · Italia ·                     | Mario Bravo / Cristóbal Urbina · Chile ·                          |
| 2023   | Matteo Pallazzi / Luca Borromeo · Italia ·               | Florian Petitcollin / Paul Menes Chao / Lenny Raignier Francia | Aoi Takahashi / Hiroki Endo Japón                                 |
| 2024   | Cyril Champagne / Joris Rabillard / Mael Roudaut Francia | Luca Borromeo / Antonio Giordana / Matteo Pallazzi · Italia ·  | Obed Mejía / Santiago Pescador Vega / Axel Cruz Manuel · México · |

### Femenino

#### Individual
| Evento | Oro                       | Plata                        | Bronce                    |
| ------ | ------------------------- | ---------------------------- | ------------------------- |
| 2022   | Mathilde Monneron Francia | Francesca Conzi · Italia     | Kenia Ríos Pérez · México |
| 2023   | Francesca Conzi · Italia  | Matilde Arosio · Italia ·    | Elisa Paoli · Italia ·    |
| 2024   | Matilde Arosio · Italia   | Michela Pavanello · Italia · | Ornella Faria Francia     |

#### Equipos
| Evento | Oro                                                                                           | Plata                                        | Bronce                                                    |
| ------ | --------------------------------------------------------------------------------------------- | -------------------------------------------- | --------------------------------------------------------- |
| 2022   | Francesca Conzi / Alice Delfino · Italia                                                      | Mathilde Monneron / Maeliss Conan Francia    | Sol Carbajal / Natali Rolóṇ Argentina                     |
| 2023   | Elisa Paoli · Matilde Arosio · Alice Delfino · Giorgia Pavanello · Francesca Conzi · Italia · | No entregada                                 | No entregada                                              |
| 2024   | Matilde Arosio · Francesca Conzi · Michela Pavanello · Italia ·                               | Elea Baty Nina Campeas Ornella Faria Francia | Alice Delfino · Elisa Paoli · Ludovica Rimondi · Italia · |